# Shantel VanSanten
Shantel Yvonne VanSanten est une actrice et mannequin américaine née le 25 juillet 1985 à Luverne, dans le Minnesota (États-Unis).
Elle se fait connaître du grand public par le rôle de Quinn James dans la série télévisée dramatique Les Frères Scott (2009-2012).
Dès lors, elle enchaîne les rôles à la télévision.
Elle tente de porter les séries Gang Related (2014) et The Messengers (2015), mais ces dernières sont des échecs. Elle accepte alors un rôle régulier dans la série fantastique Flash (2015-2016), avant de connaître un nouveau succès avec la série d'action Shooter (2016-2018). Elle est actuellement un personnage majeur de For All Mankind, une série diffusée sur Apple TV.

## Biographie
Shantel VanSanten a des origines hollandaises et a un quart d'origine norvégienne. Elle a un frère et deux sœurs : Benjamin (né le 3 novembre 1993), Jessye (née le 25 mai 1991) et Shelby (née le 8 janvier 1993).
Elle a grandi au Texas, où elle est allée à l'université. C'est là-bas qu'elle a commencé le mannequinat, puis elle a commencé la comédie et a compris que c’était ce qu'elle voulait faire.
Tout en continuant le mannequinat, elle décroche des petits rôles dans des reality show. Elle finit par apparaître dans des productions destinées aux adolescents.

### Vie privée
Début 2014, la grand-mère de Shantel décède d'un cancer du poumon. Shantel rejoint alors l'association Lung Force, qui aide à lutter contre le cancer du poumon.
En 2009, elle a été en couple avec l'acteur James Lafferty, qu'elle a rencontré pendant le tournage de la série Les Frères Scott.
À la fin de 2014, elle est en couple avec l'acteur Jon Fletcher, rencontré sur le tournage de la série The Messengers. Début 2017, ce dernier part pour raisons professionnelles, les deux acteurs commencent une relation à distance mais finissent par se séparer.
Elle est restée proche de l'acteur Robert Buckley, rencontré lors du tournage de la série Les Frères Scott
De 2017 à 2023, elle fut en couple avec l'acteur Victor Webster, rencontré sur le tournage du téléfilm, Le parfum du grand amour (Love Blossom) en 2017,,. Le 10 février 2021, elle annonce qu'ils se sont fiancés. Pour l'occasion, le couple organise trois cérémonies différentes. Le 9 août, ils organisent une cérémonie civile spontanée à Pasadena (Californie) le jour du mariage de ses grands-parents pour leur rendre hommage. La deuxième cérémonie se déroule au mois d'octobre à Napa (Californie) un plus près de chez Victor Webster, puis la troisième à Luverne (Minnesota) dans la ville natale de l'actrice. En janvier 2023, le couple se sépare. Victor Webster demande le divorce après moins de deux ans de mariage, Shantel invoquant des « différentes irréconciliables » comme raison de leur séparation et de leur divorce.

## Carrière
En 2008, elle figure dans un clip de Ryan Cabrera, Ennemies.
En 2009, elle est à l'affiche du thriller You and I, porté par Mischa Barton et rejoint la distribution principale de la série télévisée Les Frères Scott. Elle y prête ses traits à Quinn, l'une des grandes sœurs de Haley, jusqu'à l'arrêt de la série en avril 2012, au bout de neuf saisons. C'est ce rôle qui la fait connaître et la révèle au grand public.

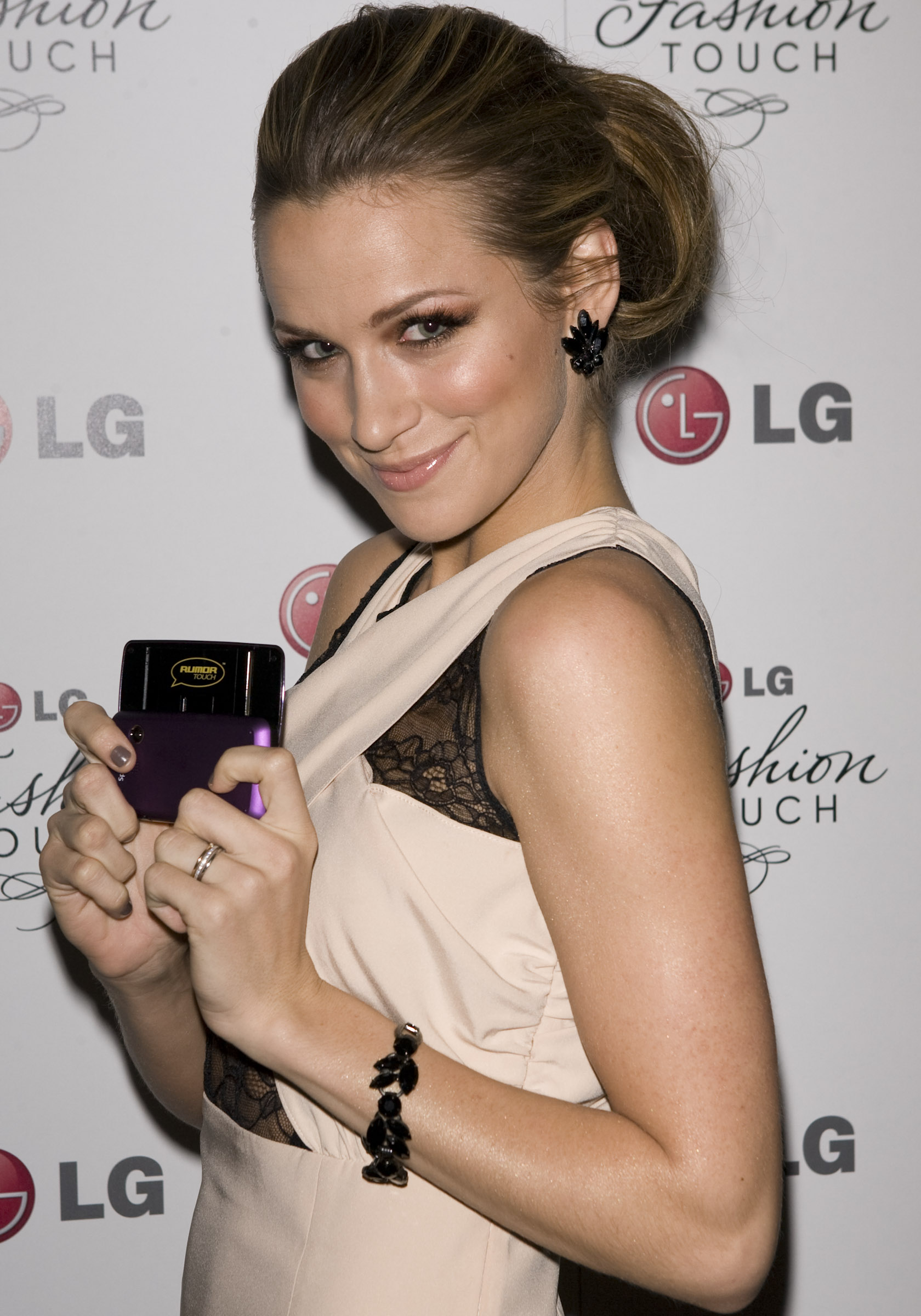
L'actrice en 2010, lors d'une soirée organisée par LG Group.

Entre-temps, l'actrice joue en 2011 dans Destination finale 4 et tient le premier rôle féminin du thriller indépendant In My Pocket. Elle est aussi l'une des têtes d'affiche du drame de guerre allemand Le Souvenir de toi avec Alice Dwyer et Dagmar Manzel. La même année, elle apparaît dans le clip de City and Colour, Fragile Bird.
Début 2013, elle apparaît dans trois épisodes de la série fantastique avec Kristin Kreuk, Beauty and the Beast et participe également au clip de Cee Lo Green, Amy. Puis elle fait partie du casting de la série, Gang Related, diffusée début 2014 sur la chaîne FOX. Porté par Ramón Rodríguez et Terry O'Quinn le programme est arrêté, faute d'audiences.
L'actrice rebondit vers une autre série dès l'année suivante : elle revient sur The CW, dans le rôle principal de la série fantastique The Messengers. Mais là encore, les mauvaises audiences  conduisent la production à annuler la série au bout de treize épisodes.
Elle rejoint aussitôt une série lancée au même moment, mais au succès rapide, The Flash. Elle incarne durant une dizaine d'épisodes Patty Spivot, nouvelle coéquipière de Joe West et nouvelle petite amie de Barry Allen. Son personnage est cependant écarté de l'intrigue, en dépit d'une approbation des fans sur le couple qu'elle forme alors avec le protagoniste principal.
En 2016, elle est au casting de la série d'action Shooter, portée par une ex-vedette pour adolescents, Ryan Phillippe et apparaît dans l'épisode pilote de l'attendue série fantastique Timeless, produite par Eric Kripke.
L'année suivante, elle est la tête d'affiche d'un téléfilm sentimental produit par Hallmark Channel, Love Blossom. Cette production, dans laquelle elle donne la réplique à Victor Webster, est diffusée en France, sous le titre Le parfum du grand amour.
En 2018, le réseau USA Network prend la décision de ne pas renouveler Shooter pour une quatrième saison, à la suite d'une importante baisse des audiences. Libérée de cet engagement, l'actrice rejoint alors la quatrième et dernière saison de Scorpion.
L'année suivante, elle participe à une poignée d'épisodes de la première saison de la série de super-héros The Boys, distribuée par Amazon Prime Video. Puis, elle rejoint la distribution principale de For All Mankind, un programme diffusé sur la plateforme de streaming Apple TV+ à partir de novembre 2019. L'histoire se déroule dans une uchronie dans laquelle l'Union Soviétique a posé le pied sur la Lune avant les États-Unis et où la course à l'espace se poursuit,. La série est renouvelée pour une deuxième saison.
Depuis 2018 elle est la voix d'un personnage du jeux vidéo Apex Legends qui se nomme Wraith .
En 2022, elle rejoint, le temps de quelques épisodes, le casting de FBI et incarne le personnage de Nina, remplaçant Maggie pendant sa convalescence (dont l'interprète Missy Peregrym est enceinte).
Le 20 novembre 2023, elle quitte la série FBI et rejoint la série dérivée FBI : Most Wanted où elle intègre la distribution principale.

## Filmographie

### Cinéma

#### Longs métrages
- 2008 : The Open Door de Doc Duhame : La fille dans la scène d'ouverture
- 2009 : Destination finale 4 (The Final Destination) de David R. Ellis : Lori Milligan
- 2011 : You and I de Roland Joffé : Janie Sawyer
- 2011 : Le Souvenir de toi (Die verlorene Zeit) d'Anna Justice : Rebecca Levine
- 2011 : In My Pocket de David Lisle Johnson : Sophie
- 2014 : Something Wicked de Darin Scott : Christine[23]
- 2022: American Murderer : Jamie Derek Brown

### Télévision

#### Séries télévisées
- 2009 : Les Experts : Manhattan (CSI : NY) : Tara Habbis
- 2009-2012 : Les Frères Scott (One Tree Hill) : Quinn James Evans
- 2013 : Beauty and the Beast : Tyler
- 2013 : The Glades : Jackie Cooley
- 2014 : Gang Related : Jessica Chapel
- 2015 : The Night Shift : Chloe
- 2015 : The Messengers : Vera Buckley
- 2015-2016 : The Flash : Patty Spivot
- 2016 : Timeless : Kate Drummond
- 2016 : Rush Hour : Victoria
- 2016-2018 : Shooter : Julie Swagger
- 2018 : Scorpion : Amy Berkstead
- depuis 2019 : The Boys : Becca Butcher
- 2019-2022 : For All Mankind : Karen Baldwin
- depuis 2022 : FBI : Nina Chase
- 2024-2025 : FBI: Most Wanted : Nina Chase

#### Téléfilms
- 2005 : Three Wise Guys de Robert Iscove : La belle fille
- 2007 : Spellbound de James Frawley : Une femme
- 2012 : De l'amour pour Noël de Michael Feifer : Heather Hartley
- 2017 : Le parfum du grand amour (Love Blossom) de Jonathan Wright : Violet Chappel

### Clips vidéos
- 2008 : Enemies de Ryan Cabrera
- 2011 : Fragile Bird de City and Colour[24]
- 2013 : Amy de Cee Lo Green

### Doublage
- 1999 : Steel Angel Kurumi : Kaori (voix, série télévisée)
- 2019 : Apex Legends : Wraith (voix, jeu vidéo)

## Voix françaises
En France, Shantel VanSanten est régulièrement doublée par Nathalie Spitzer cependant, elle a été doublée à deux occasions par Marie Diot et Alexandra Garijo.
| - Nathalie Spitzer dans : - Les Frères Scott (série télévisée) - De l'amour pour Noël (téléfilm) - The Glades (série télévisée) - Gang Related (série télévisée) - Night Shift (série télévisée) - Scorpion (série télévisée) - Marie Diot dans (les séries télévisées) : - The Messengers - Shooter - Alexandra Garijo dans (les séries télévisées) : - The Flash - Timeless | Et aussi - Alice Taurand dans Les Experts : Manhattan (série télévisée) - Aurélie Meriel dans Destination finale 4 - Chloé Berthier dans Beauty and the Beast (série télévisée) - Laura Préjean dans Rush Hour (série télévisée) - Victoria Grosbois dans The Boys (série télévisée) - Caroline Victoria dans For All Mankind (série télévisée) |